# Hills Hoist

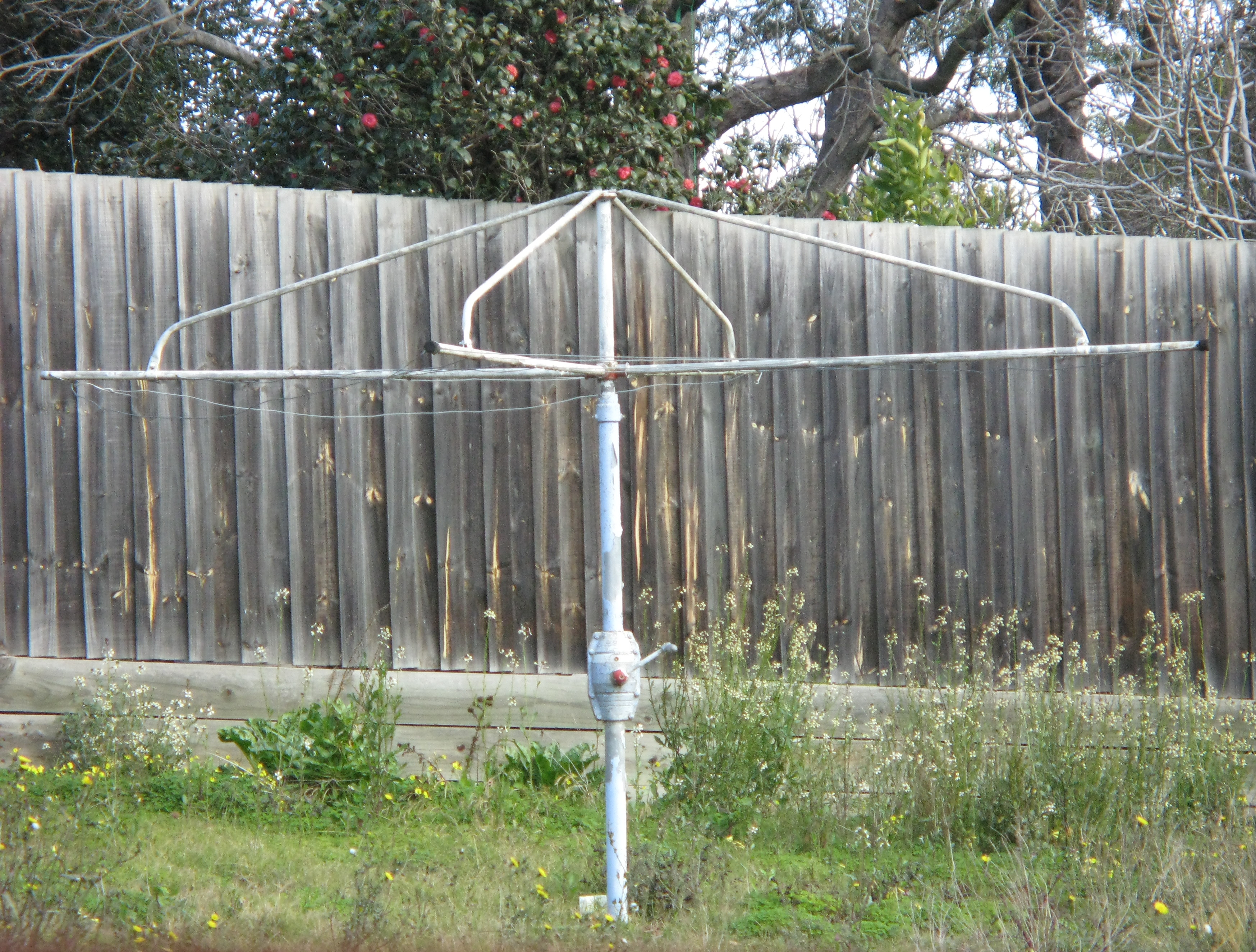
Hills Hoist w przydomowym ogródku

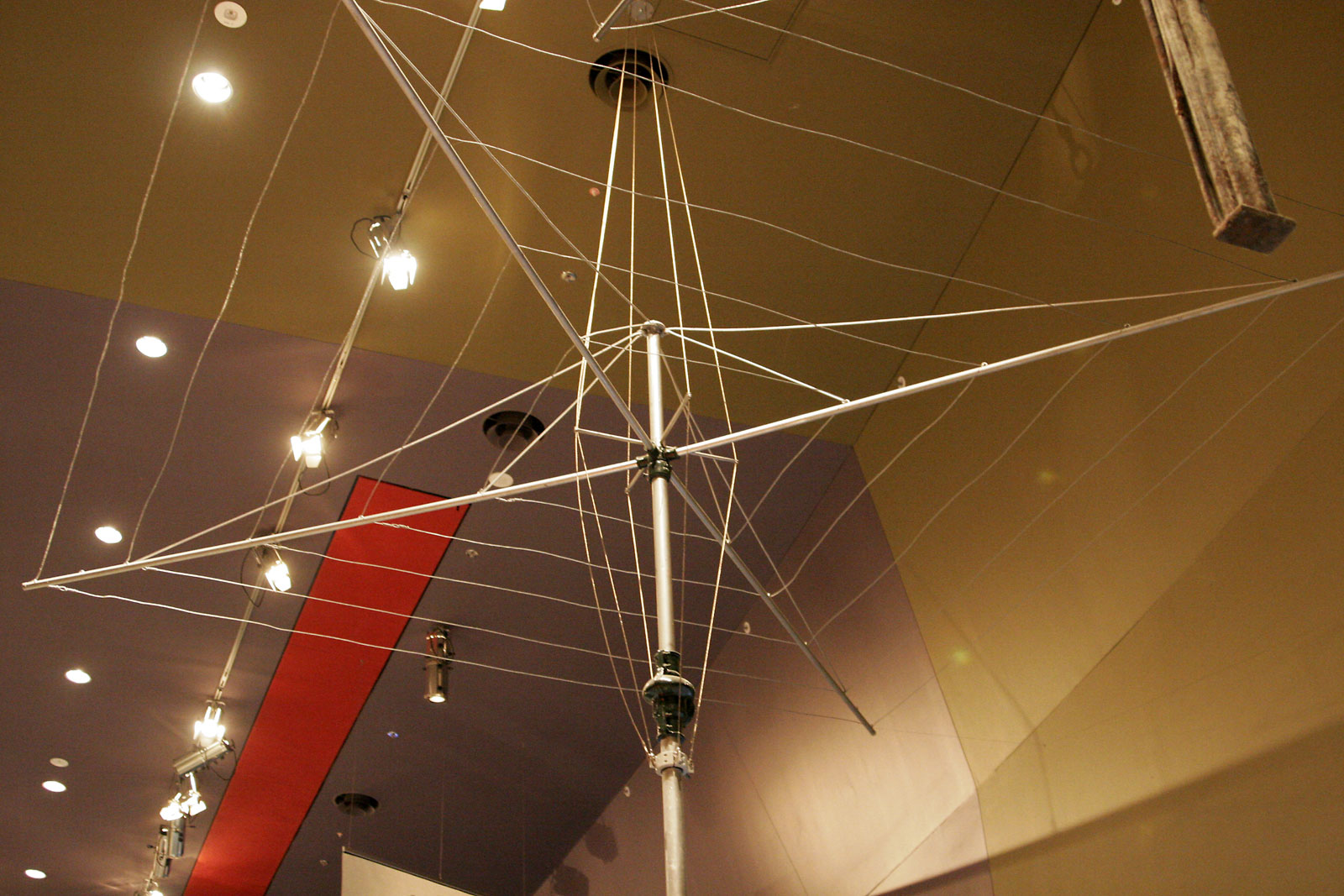
Wczesny model Hills Hoist

Hills Hoist (dosł. Podnośnik Hilla) – obrotowa suszarka do ubrań o zmiennej wysokości pozwalająca dzięki swej konstrukcji zmaksymalizować ilość mokrego prania, a dzięki ruchowi obrotowemu umożliwiająca równomierne suszenie prania niezależnie od kierunku wiatru.  Początkowo nazwa Hills Hoist była zastrzeżonym znakiem towarowym dla suszarek produkowanych przez Hills Hoists (później Hills Industries), współcześnie określane są tak wszystkie tego typu suszarki bez względu na ich producenta (spotykana jest także nazwa rotary hoist). Hills Hoist jest jednym z ikonicznych symboli Australii, bywają używane jako metafory na australijskie przedmieścia, szczególnie z lat 50. i 60. XX wieku.  National Library of Australia uznało Hills Hoist za jeden z australijskich „narodowych skarbów” (National Treasures).  Uznawany jest także za jeden z najważniejszych australijskich wynalazków.

## Konstrukcja
Suszarki wytwarzane są zazwyczaj z galwanizowanej stali.  Mają kształt zbliżony do parasola.  Na głównym słupku suszarki znajdują się zazwyczaj cztery poprzeczne tyczki pomiędzy którymi rozciągniętych jest kilka sznurów na pranie.  Główny słup wyposażony jest w mechanizm pozwalający na zmianę jego wysokości przy użyciu korbki.  Przy wieszaniu prania suszarka jest obniżana na wysokość pozwalającą osobie wieszającej na wygodny dostęp do sznurków, po powieszeniu prania główny słup suszarki jest podnoszony jak najwyżej aby zmaksymalizować ekspozycję ubrania na wiatr.  Górna część suszarki wyposażona jest w mechanizm obrotowy pozwalający jej na swobodną rotację przy nawet lekkim wietrze, wystawiona na wiatr suszarka obraca się samoczynnie przyspieszając wysychanie mokrego prania.  Hills Hoist wymaga bardzo starannej instalacji, dolna część głównego słupa suszarki zazwyczaj jest betonowana (sugeruje się dół o głębokości około 800 mm i szerokości 200 mm).

## Historia
Pierwsza znana obrotowa i ustawna suszarka do prania zaprojektowana w Australii powstała w 1895.  Colin Stewart i Allan Harley z Adelaide opatentowali  urządzenie nazwane przez nich „Improved Rotary and Tilting Clothes Drying Rack”.  W ich urządzeniu górna część suszarki na której wieszano pranie mogła być odchylana w dół pozwalając na łatwiejszy dostęp do sznurów na pranie.
Współczesna wersja Hills Hoist została zaprojektowana przez Gilberta Toyne’a.  W latach 1911–1946 opatentował on cztery różne wersje tego urządzenia, które były produkowane i sprzedawane przez założoną w 1911 Aeroplane Clothes Hoist Company.  Przełomowy okazał się jego patent z 1925 (Australian Patent No. 24553/25), całkowicie metalowy model z mechanizmem na korbkę (opartym na zębatym kole koronowym i wałku zębatym) który spopularyzował i ustalił na wiele dekad standardową konstrukcję tego typu suszarek.
Mieszkający w Adelaide Lance Hill rozpoczął produkcję obrotowych suszarek jego własnej konstrukcji w 1945.  Według popularnej historii, impulsem było narzekanie jego żony, która chciała mieć lepszą suszarkę od tradycyjnie rozciąganego sznurka na pranie z powodu braku miejsca w ich ogrodzie. W 1946 warsztaty Hills Hoists rozpoczęły produkcję modelu z mechanizmem opartym na wygasłym patencie Toyne'a z 1925.  Początkowo suszarki były produkowane w domu Hilla, później produkcję przeniesiono najpierw do warsztatów przy Glen Osmond Road w Adelaide, a później do fabryki w dzielnicy Edwardstown.  Sama firma została przemianowana w 1958 z Hills Hoists na Hills Industries.
W styczniu 2017 Hills Industries sprzedała prawa do nazwy Hills Hoist i ich produkcji do AMES Australasia należącej do Griffon Corporation.

## Znaczenie
Hills Hoist jest jednym z najbardziej ikonicznych symboli Australii, szczególnie przedmieść z lat 50. i 60. XX wieku. Znajduje się na liście „skarbów narodowych” (National Treasures) ustanowionej przez National Library of Australia. Nazwa Hills Hoist jest zastrzeżonym znakiem towarowym, ale popularnie w Australii używana jest na określenie wszystkich zbliżonych obrotowych suszarek.  Szacuje się, że sprzedano ponad pięć milionów wszystkich suszarek tego typu.
Samo wyrażenie „Hills hoist” używane jest także do aluzyjnego określenia Australijczyków z przedmieść czy samych przedmieść.
Zarówno w literaturze australijskiej jak i w powszechnym języku „Hills Hoist” używane jest jako skrót myślowy oznaczający coś typowo australijskiego i tylko australijskiego, podobnie jak „typowe australijskie BBQ” (grill).
Suszarki Hilla służyły nie tylko do suszenia prania, w wielu domach były też popularnymi miejscami do zabawy i tak wspominane są przez większość osób dorastających w latach powojennych. Były popularnie używane przez dzieci jako ogrodowe karuzele.

## W kulturze
Australijski historyk i kulturoznawca Tim Rowse zatytułował jego wpływowy esej – „Heaven and a Hills Hoist: Australian Critics on Suburbia”.
Australia Post wydała znaczek z podobizną Hills Hoist.
Suszarki Hills Hoist były pokazane w czasie pokazu zamknięcia Olimpiady w Sydney w 2000.
W popularnym programie komediowym autorstwa Shauna Micallefa pokazano skecz na temat powstania suszarki.
Istnieje grupa rockowa z Melbourne o nazwie Hills Hoist.